# Lubowo Drugie
Lubowo Drugie – osada w Polsce, w województwie wielkopolskim, w powiecie szamotulskim, w gminie Wronki.
Do 2023 miejscowość była częścią wsi Chojno-Wieś.
W latach 1975–1998 Lubowo Drugie należało administracyjnie do województwa pilskiego.
Lubowo Drugie zostało założone w 1737 roku jako wieś olęderska. Nazwa osady w okresie rozbiorów brzmiała: Lubowo Zarzeczne. W 1764 roku po drugiej stronie Warty założono kolejną osadę olęderską - Lubowo. Miejscowości te funkcjonowały później jako jedna wieś o nazwie Łubowo. Pod koniec XIX wieku mieszkało tu 316 osób, w tym 290 wyznawców protestantyzmu.  

## Zabytki
We wsi zachował się cmentarz ewangelicki, a na nim ponad 80 nagrobków. Znajduje się on w zachodniej części miejscowości, położony jest na lekkim wzniesieniu. Spośród zachowanych na nim obiektów warto zwrócić uwagę zwłaszcza na nagrobek leśniczego, Augusta Gellerta (1780-1847). Inskrypcję sporządzono w dwóch wersjach językowych: polskiej i niemieckiej. Nagrobek został ufundowany przez właściciela majątku w Pożarowie, Zygmunta Kurnatowskiego. 
Na cmentarzu tym zachowały się także nagrobki rodziny młynarzy - Paula i Fryderyki Grützmacherów. Ponadto, odnotowano tutaj występowanie charakterystycznej dla dawnych nekropolii roślinności, m.in. w postaci dębów szypułkowych, śnieguliczki białej, bluszczu pospolitego, barwinka pospolitego, konwalii majowej, fiołka wonnego, orlika pospolitego i śniedka baldaszkowatego. W 2021 roku wykonano szczegółową inwentaryzację nagrobków.